# Wola Muntowska
Wola Muntowska [ˈvɔla munˈtɔfska] (deutsch Muntowenwolla) ist ein kleiner Ort in der polnischen Woiwodschaft Ermland-Masuren. Er gehört zur Gmina Mrągowo (Landgemeinde Sensburg) im Powiat Mrągowski (Kreis Sensburg).
Wola Muntowska liegt nördlich des Ixtsees (polnisch Jezioro Juksty) in der südlichen Mitte der Woiwodschaft Ermland-Masuren, drei Kilometer nordöstlich der Kreisstadt Mrągowo (deutsch Sensburg).
Das damalige Muntowenwolla soll zwischen 1860 und 1870 gegründet worden sein und war ein Wohnplatz von Neu Muntowen (bis etwa 1928), von Muntowen (bis 1938) bzw. Muntau (bis 1945). Somit gehörte es zum Kreis Sensburg im Regierungsbezirk Gumbinnen (ab 1905: Regierungsbezirk Allenstein) in der preußischen Provinz Ostpreußen. Wurden im Jahre 1885 noch neun Einwohner gezählt, so waren es 1898 bereits 29.
Seit 1945 trägt der Ort die polnische Namensform „Wola Muntowska“ und ist in die Ortschaft Muntowo eingegliedert. Sie gehört zum Verbund der Gmina Mrągowo (Landgemeinde Sensburg) im Powiat Mrągowski (Kreis Sensburg), bis 1998 der Woiwodschaft Olsztyn (Allenstein), seither der Woiwodschaft Ermland-Masuren zugehörig.
Kirchlich war Muntowenwolla bis 1945 der Kreisstadt Sensburg zugeordnet. Auch jetzt besteht der Bezug zur dortigen evangelischen Trinitatis-Pfarrkirche bzw. zur katholischen St.-Adalbert-Pfarrkirche in der Diözese Masuren der Evangelisch-Augsburgischen Kirche in Polen bzw. im Erzbistum Ermland der polnischen katholischen Kirche.
Wola Muntowska verfügt über keine Anbindung an den Schienenverkehr. Wohl aber führt 
von der polnischen Landesstraße 59 (einstige deutsche Reichsstraße 140) eine von Probark (Neu Proberg) über Czerwonki (Czerwanken, 1938 bis 1945 Rotenfelde) kommende Nebenstraße direkt in den Ort.